# Copa Davis 1938
La Copa Davis 1938 fue la 33.ª edición del torneo de tenis masculino más importante por naciones. La ronda final se celebró del 2 al 5 de setiembre de 1938. Estados Unidos se proclamó como equipo ganador de la Copa, venciendo al equipo de Australia por 3 a 2.

## Partido de la Inter-Zona
|  |  |           |   |  | Final    |   |  |
|  |  |           |   |  |          |   |  |
|  |  |           |   |  |          |   |  |
|  |  |           |   |  |          |   |  |
|  |  |           |   |  |          |   |  |
|  |  |           |   |  |          |   |  |
|  |  |           |   |  |          |   |  |
|  |  |           |   |  | Alemania | 0 |  |
|  |  | Australia | 5 |  |          |   |  |
|  |  |           |   |  |          |   |  |
|  |  |           |   |  |          |   |  |
|  |  |           |   |  |          |   |  |
|  |  |           |   |  |          |   |  |
|  |  |           |   |  |          |   |  |
|  |  |           |   |  |          |   |  |

## Ronda Final
| | Estados Unidos | 3                          | 2 | Australia |   |   |  |
| --- | -------------- | -------------------------- | - | --------- | - | - |  |
| Germantown Cricket Club, Filadelfia, Estados Unidos 3 al 5 de setiembre de 1938 |                |                            |   |           |   |   |  |
| \| 1 \| \| Bobby Riggs \| 4 \| 6 \| 8 \| 6 \| \| \| 1 \| \| Adrian Quist \| 6 \| 0 \| 6 \| 1 \| \| \| 2 \| \| Don Budge \| 6 \| 6 \| 4 \| 7 \| \| \| 2 \| \| John Bromwich \| 2 \| 3 \| 6 \| 5 \| \| \| 3 \| \| Don Budge-Gene Mako \| 6 \| 3 \| 4 \| 2 \| \| \| 3 \| \| John Bromwich-Adrian Quist \| 0 \| 6 \| 6 \| 6 \| \| \| 4 \| \| Don Budge \| 8 \| 6 \| 6 \| \| \| \| 4 \| \| Adrian Quist \| 6 \| 1 \| 2 \| \| \| \| 5 \| \| Bobby Riggs \| 4 \| 6 \| 0 \| 2 \| \| \| 5 \| \| John Bromwich \| 6 \| 4 \| 6 \| 6 \| \| |                |                            |   |           |   |   |  |
| 1 |                | Bobby Riggs                | 4 | 6         | 8 | 6 |  |
| 1 |                | Adrian Quist               | 6 | 0         | 6 | 1 |  |
| 2 |                | Don Budge                  | 6 | 6         | 4 | 7 |  |
| 2 |                | John Bromwich              | 2 | 3         | 6 | 5 |  |
| 3 |                | Don Budge-Gene Mako        | 6 | 3         | 4 | 2 |  |
| 3 |                | John Bromwich-Adrian Quist | 0 | 6         | 6 | 6 |  |
| 4 |                | Don Budge                  | 8 | 6         | 6 |   |  |
| 4 |                | Adrian Quist               | 6 | 1         | 2 |   |  |
| 5 |                | Bobby Riggs                | 4 | 6         | 0 | 2 |  |
| 5 |                | John Bromwich              | 6 | 4         | 6 | 6 |  |